# سالبادور كابيزاس
سالبادور كابيزاس (بالإسبانية: Salvador Cabezas)‏ هو لاعب كرة قدم سلفادوري في مركز الهجوم، ولد في 28 فبراير 1947 في سان سلفادور في السلفادور. شارك مع منتخب السلفادور لكرة القدم. أما مع النوادي، فقد لعب مع نادي سانتانيكوس أسوشيتد.

## وصلات خارجية
- سالبادور كابيزاس على موقع الاتحاد الدولي (مؤرشف)  (الإنجليزية)
- سالبادور كابيزاس على موقع قاعدة بيانات كرة القدم.إي يو (الإنجليزية)
- سالبادور كابيزاس على موقع ناشيونال فوتبول تيمز (الإنجليزية)
- سالبادور كابيزاس على موقع Soccerway.com (الإنجليزية)
- سالبادور كابيزاس على موقع عالم كرة القدم.نت (الإنجليزية)
- سالبادور كابيزاس على موقع اللجنة الأولمبية الدولية (الإنجليزية)
- سالبادور كابيزاس على موقع أوليمبيديا (الإنجليزية)